# Li Feng (Shu Han)
|  | Per altres persones anomenades igual, vegeu Li Feng. |

En aquest nom xinès, el cognom és Li.
Li Feng, nom estilitzat, va ser un oficial de l'estat de Shu Han durant el període dels Tres Regnes de la història xinesa. Va ser un oficial administratiu de confiança de l'emperador Liu Shan. El seu pare va ser Li Yan, un oficial de Shu Han també.

## Nomenaments i títols en possessió
- Controlador Cap de la Província de Jiang
- Governador de Zhu Ti